# Repovec
Repovec is een plaats in de gemeente Zabok in de Kroatische provincie Krapina-Zagorje. De plaats telt 340 inwoners (2001).